# Яблоновый хребет
Я́блоновый хребет (бур. Ябалан шэлэ, от глагола ябаха — «идти», в значении «проходимый, проезжий перевал») — горный хребет с преобладанием среднегорного рельефа в центральной части Забайкалья, главным образом на территории Забайкальского края.

## Основные данные
Длина хребта составляет 650 км, максимальная высота — 1706 м (Конталакский Голец).
Сложен гранитами, кристаллическими сланцами, песчаниками. Распространены следы древнего оледенения.
Склоны хребта поросли лиственничными, сосновыми, реже — пихтово-еловыми лесами. Выше 1300—1400 м леса сменяются горной тундрой.

## История
Уже в середине XIX века считали, что хребет является крупнейшим водоразделом Тихого и Ледовитого океанов. На картах Восточной Сибири его изображали выходящим из пределов Монголии в виде хребта Кентей, протянувшимся таким образом через всё Забайкалье, Якутию до Чукотского полуострова. Исследованиями Забайкальской горной партии под руководством В. А. Обручева и последующими исследованиями края было установлено, что хребет начинается в Западном Забайкалье в районе сел Бильчир и Шаракул и оканчивается в верховьях реки Моклы, то есть хребет полностью лежит в пределах Забайкальского края.

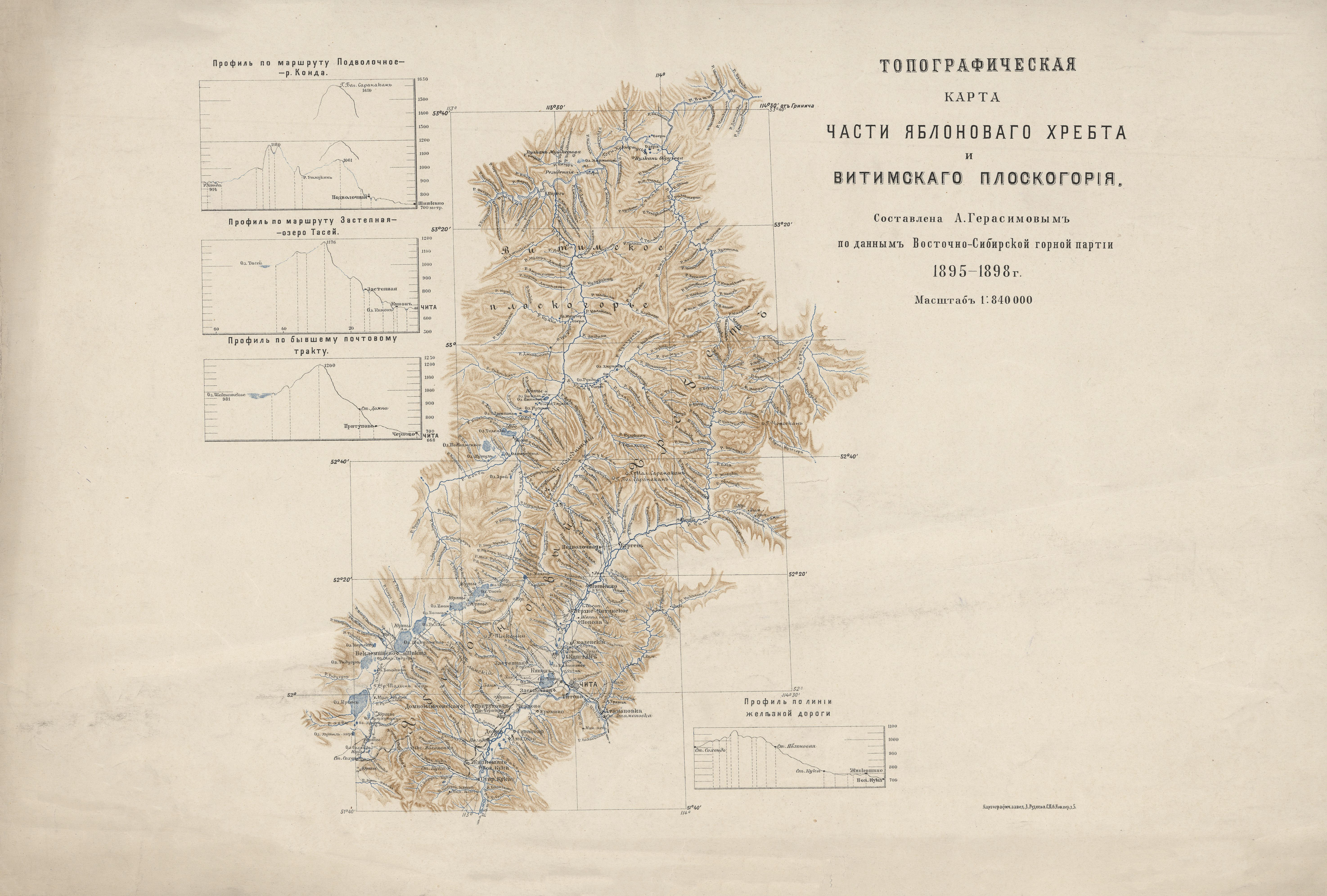
Топографическая карта части Яблонового хребта и Витимского плоскогорья, 1895-1898 г.

Название «Яблоновый хребет» было дано землепроходцами XVII века. Его называли Яблочный, Яблошный, Яблоневый, Яблонный. А. А. Черкасов называл его Саяном; у местных бурят существовало название Ябленни — Даба (Ябленни — Дабан). В. А. Обручев писал, что под названием Ябленни — Даба понимался перевал «по дороге с верховий реки Хилка в долину реки Читы». Сам перевал назывался у землепроходцев волоком; протопоп Аввакум называл его Иргенским волоком.
В настоящее время полагают, что название хребту присвоили русские, переделав бурятское Ябленни-Дабан, что значит «пеший перевал», в Яблонный или Яблоновый. В 1693 году Избранд Идес писал: «Оные горы так называются понеже фрукты тех дерев такой скус имеют, как яблоки». Этого же толкования позднее придерживался И. И. Миллер (1816): «Сей высокий хребет гор, получил название Яблонного от особого рода дерев, на оном растущих; на них родятся плоды величиною не больше гороха, а вкусом точно, как яблоки». Г. И. Гмелин, путешествовавший по Забайкалью, в 1735 году, считал, что название дано ироническое. Здесь дорога через хребет усеяна округлыми камнями: «по дороге через перевал встречается несметное количество камней, которые и называют яблоками». Пётр Паллас в 1772 году дал критическую оценку всем этим толкованиям. Хребет он называет Ябленни-Даба и далее пишет: 

Название ему дано буретское, и сколько я мог меж сими и доведаться, то оно у них единственное и весьма старинное. Первые русские сих стран поселяне конечно с буретского взяв, назвали его Яблонным хребтом; однако как самое имя значит горы, на коих бы яблони находились, то не преминули некоторые доискиваться причины сего названия, почему иные полагали, что то взято ироническим образом с рассыпанного по горе камню, однако другие думали, что оно происходит от одного деревца, коего на горе, однако, ни где не видно (Pirus baccata).
Несмотря на это указание Палласа, позднее ещё многими высказывались старое мнение о происхождении названия Яблоновый хребет. Так, например, А. А. Болотов в 1925 году писал: «Я полагаю, что Яблочный будет правильнее, так как хребет… густо зарос дикими яблоками».

## Достопримечательности
Вблизи города Читы на Яблоновом хребте находится уникальный памятник природы «Водораздельная гора на Яблоновом хребте» — место сопряжения речных систем Енисея, Лены и Амура.
Также через Яблоновый хребет проходит Транссибирская магистраль, участок которой является на нём наиболее высоким — 1019 метров над уровнем моря.